# Justizministerium der Volksrepublik China

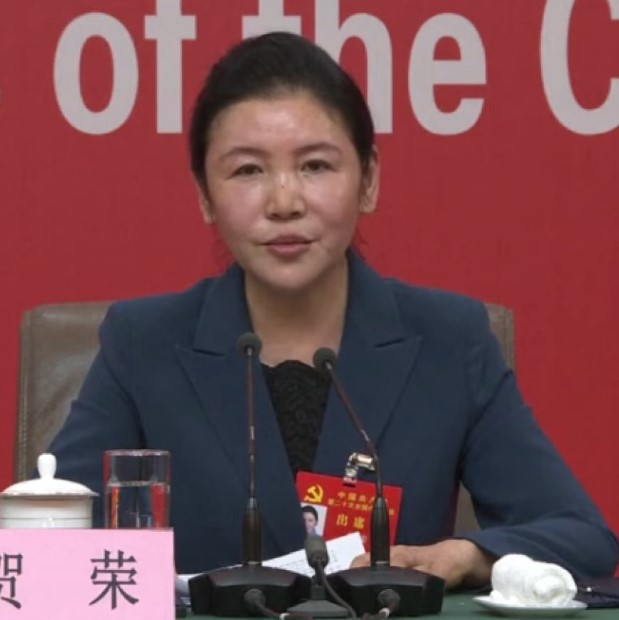
Chinas Justizministerin He Rong (seit 2023)

Das Justizministerium der Volksrepublik China (chinesisch 中華人民共和國司法部 / 中华人民共和国司法部, Pinyin Zhōnghuá Rénmín Gònghéguó Sīfǎbù), auch bekannt als MOJ (englisch: Ministry of Justice), ist ein Ministerium des Staatsrats.

## Liste der Minister
- Shi Liang: Oktober 1949 – April 1959
- Wei Wenbo (魏文伯): September 1979 – Mai 1982
- Liu Fuzhi (刘复之): Mai 1982 – März 1983
- Zou Yu (邹瑜): März 1983 – März 1988
- Cai Cheng (蔡诚): März 1988 – März 1993
- Xiao Yang (肖扬): März 1993 – März 1998
- Gao Changli (高昌礼): März 1998 – November 2000
- Zhang Fusen (张福森): November 2000 – Juli 2005
- Wu Aiying (吴爱英): Juli 2005 – Februar 2017
- Zhang Jun (张军): Februar 2017 – März 2018
- Fu Zhenghua (傅政华): März 2018 bis April 2020
- Tang Yijun (唐一军): April 2020 bis Februar 2023
- He Rong (贺荣): seit Februar 2023[2][3]